# ルーニー・テューンズ:ワールド・オブ・メイヘム
ルーニー・テューンズ:ワールド・オブ・メイヘム (Looney Tunes: World of Mayhem) とは、ワーナー・ブラザースのアニメーション作品『ルーニー・テューンズ』を元にしたコンピュータ・バトルゲームである。ジャンルはコマンドバトルRPGである。

## 概要
ルーニー・テューンズのキャラクター達が独自の技や武器を用いてバトルをするスマホゲームで2018年12月15日に配信を開始した。日本でのキャッチコピーは「礼には及ばないぜ！」である。
キャラクターはトゥーンズとされ、数は300以上になる。トゥーンズはチューンアップという方法によって進化が可能であり、レベルアップでも進化する。

## ゲームシステム

### キャンペーン
マービンの侵略
本作のストーリーモードとなりプレイヤーは初めから一部のステージをプレイすることができ、自身のプレイヤーレベルが上がることで更なるステージをプレイすることができる。

### 大暴れ
自分の宝箱をトゥーンズに預けることで宝箱を守る。宝箱は最低4時間以上で開けることができる。その間に他のプレイヤーが宝箱を攻撃され敗北すると、宝箱は他プレイヤーの物になる。他プレイヤーの宝箱を攻撃し勝利することで自分の物にできる。

### イベント
毎週違ったイベントが開催され、新たなトゥーンが追加される。また、レベル40より下は参加不可能である。ステージやデイリーイベントを攻略したり、カレンダーを購入して毎日報酬を獲得したりできる。獲得したチケットでルーレットを回せば、注目のトゥーンのピースが獲得できたり、上手くジャックポットすれば、新たなトゥーンのピースが大量に貰えたりする。一部のトゥーンは、特定のイベントでしか貰えないものもある。

## トゥーンズ
プレイヤーは最初バッグス・バニーを所持している。ステージを攻略したり、アイテム「イルジウム」を使用してショップの「リアトマイザー」で購入すると、トゥーンピースが獲得できる。また、報酬のチケットを使うとルーレットができ、回して好きな所で止めると、色んなトゥーンピースが貰える。基本的にチケット1枚でできるが、レアトゥーンが欲しい場合は特定の数でないと回せない。毎週新たなトゥーンが追加されるので、イベントを攻略したりすれば報酬でピースが貰える。トゥーンピースを100ピース集めると発動可能になる。伝説のトゥーンは300ピースで発動できる（一部は3000ピース）。既に持っているトゥーンのピースを特定の数（150、または200）獲得すると、トゥーンのランク（星）が増える。6つ星が最大ランク。素材を使ってチューンアップをすると、進化する。トゥイーティー、エルマー・ファッド、ダフィー・ダックなどの種類がある。